# Sint-Luciakapel (Aubel)

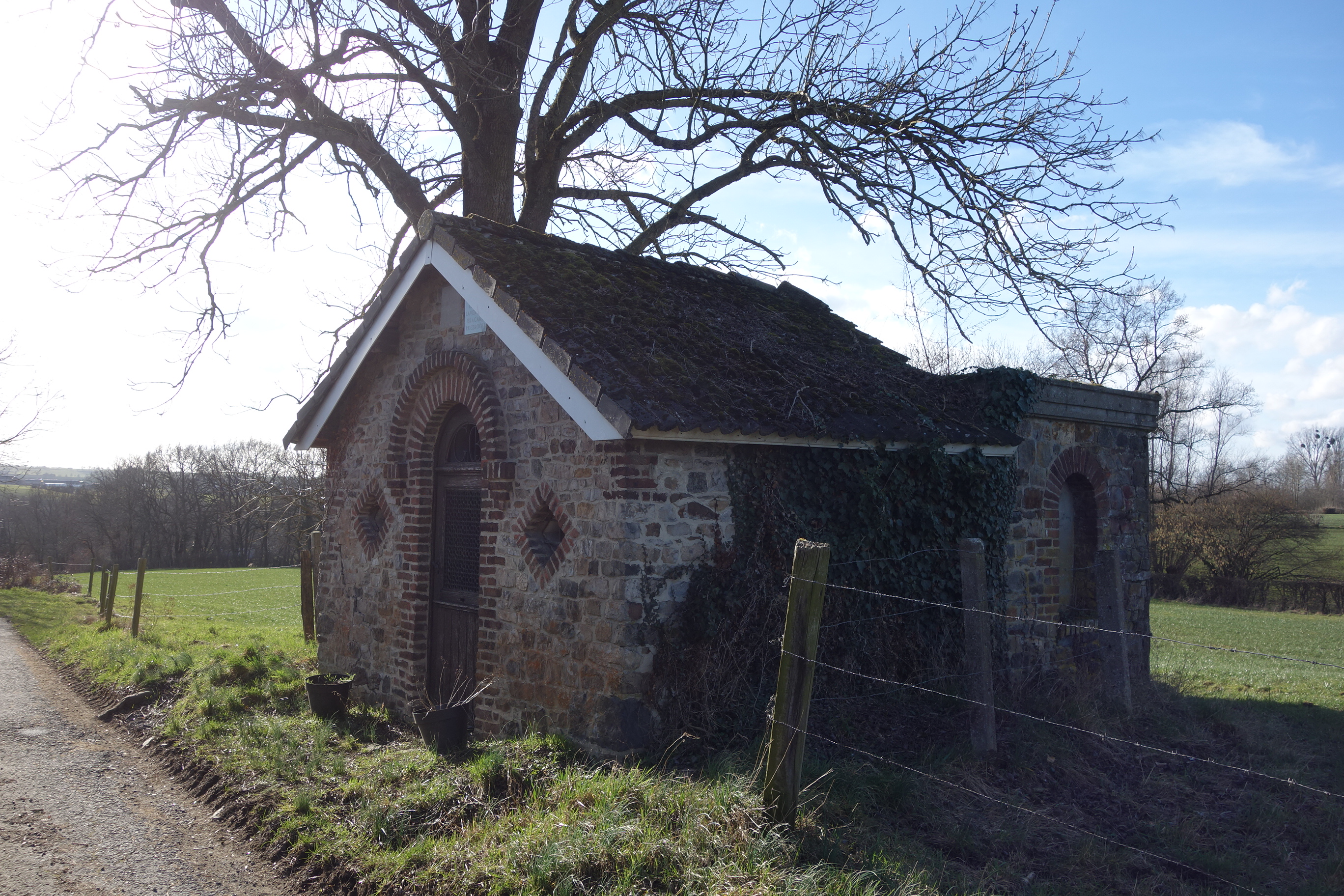
De Sint-Luciakapel

De Sint-Luciakapel (Chapelle Sainte-Lucie) is een veldkapel in Macra, een buurtschap van de gemeente Aubel in de Belgische provincie Luik.
De aan Lucia van Syracuse gewijde kapel werd vermoedelijk opgericht in 1760, herbouwd in 1859 en in 1982 gerestaureerd. Een tweetal gevelstenen herinnert aan de werkzaamheden in 1859 respectievelijk 1982. Aan de kapel vastgebouwd is de observatiebunker MN-12, onderdeel van het Fort Aubin-Neufchâteau, dat in de jaren '30 voor de Tweede Wereldoorlog is gebouwd en dat vier kilometer naar het noordwesten ligt.
De kapel bevindt zich op een plateau, zo'n 500 meter ten noordoosten van het riviertje Berwijn, tussen de gehuchten Bushaye, Gorhez en Messitert. Anderhalve kilometer naar het noordwesten ligt de Abdij van Val-Dieu, ten noordoosten van de kapel ligt het kasteel van Gorhez en in het oosten staat de Sint-Apolloniakapel.

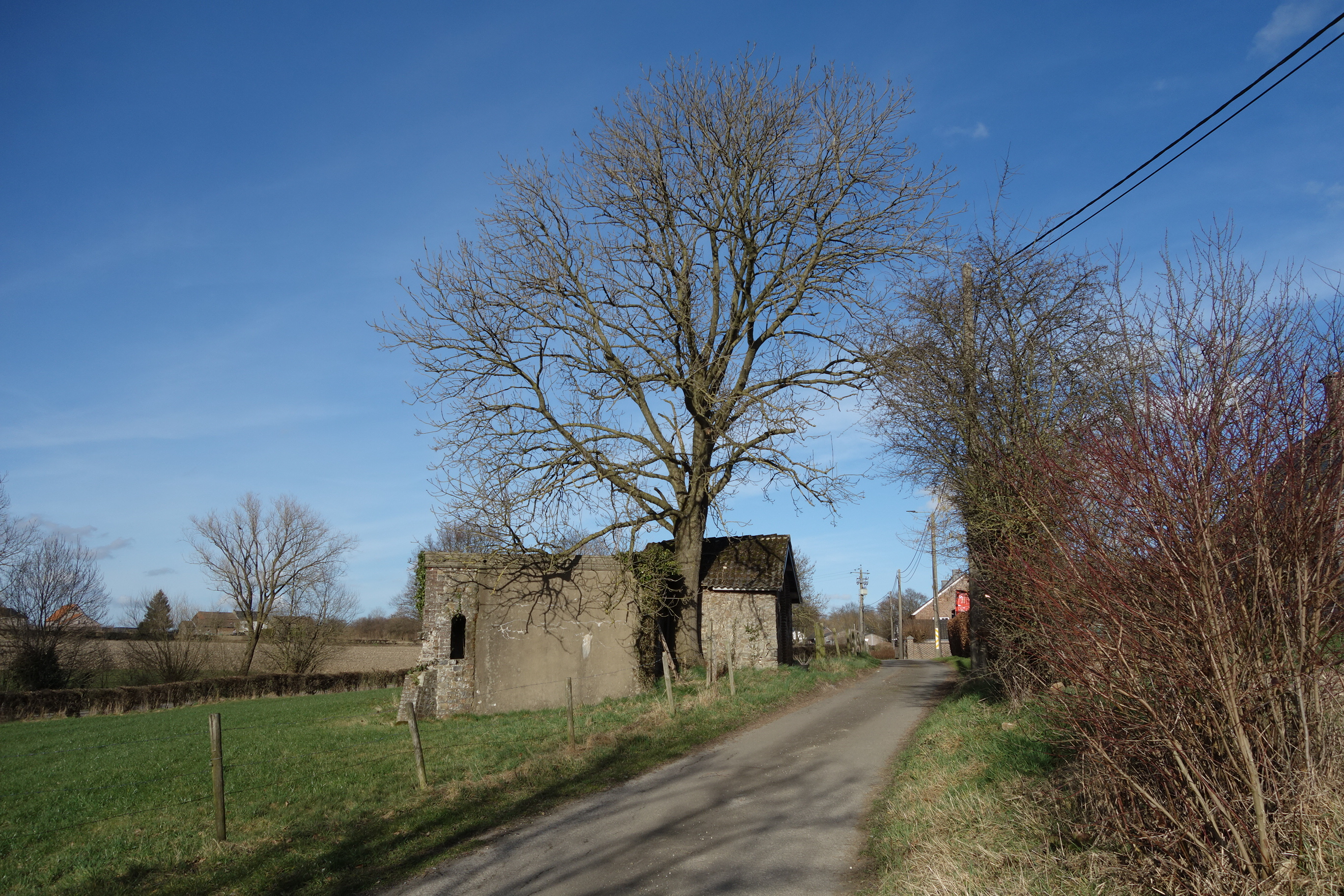
Zicht op bunker en kapel
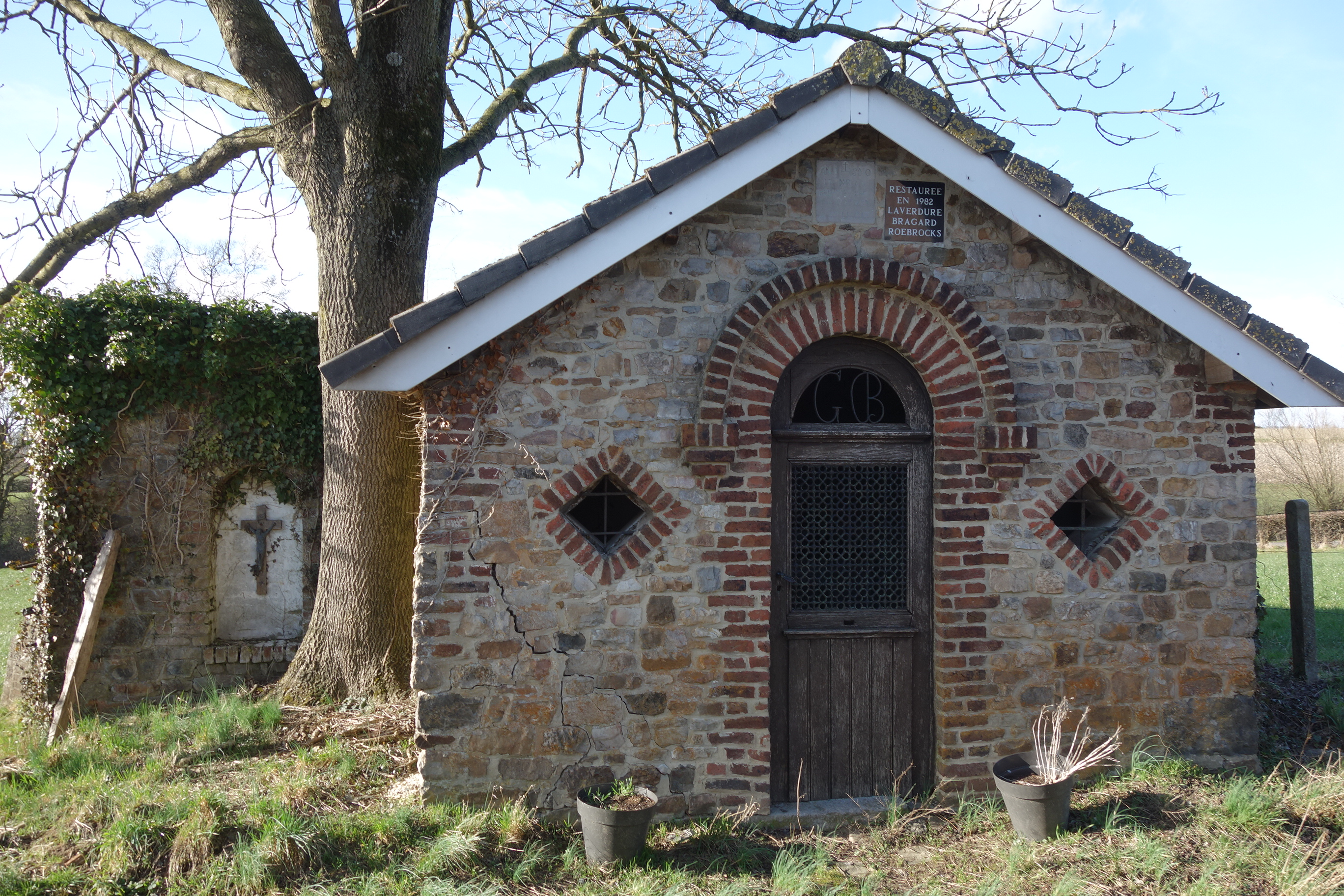
Voorkant van de kapel
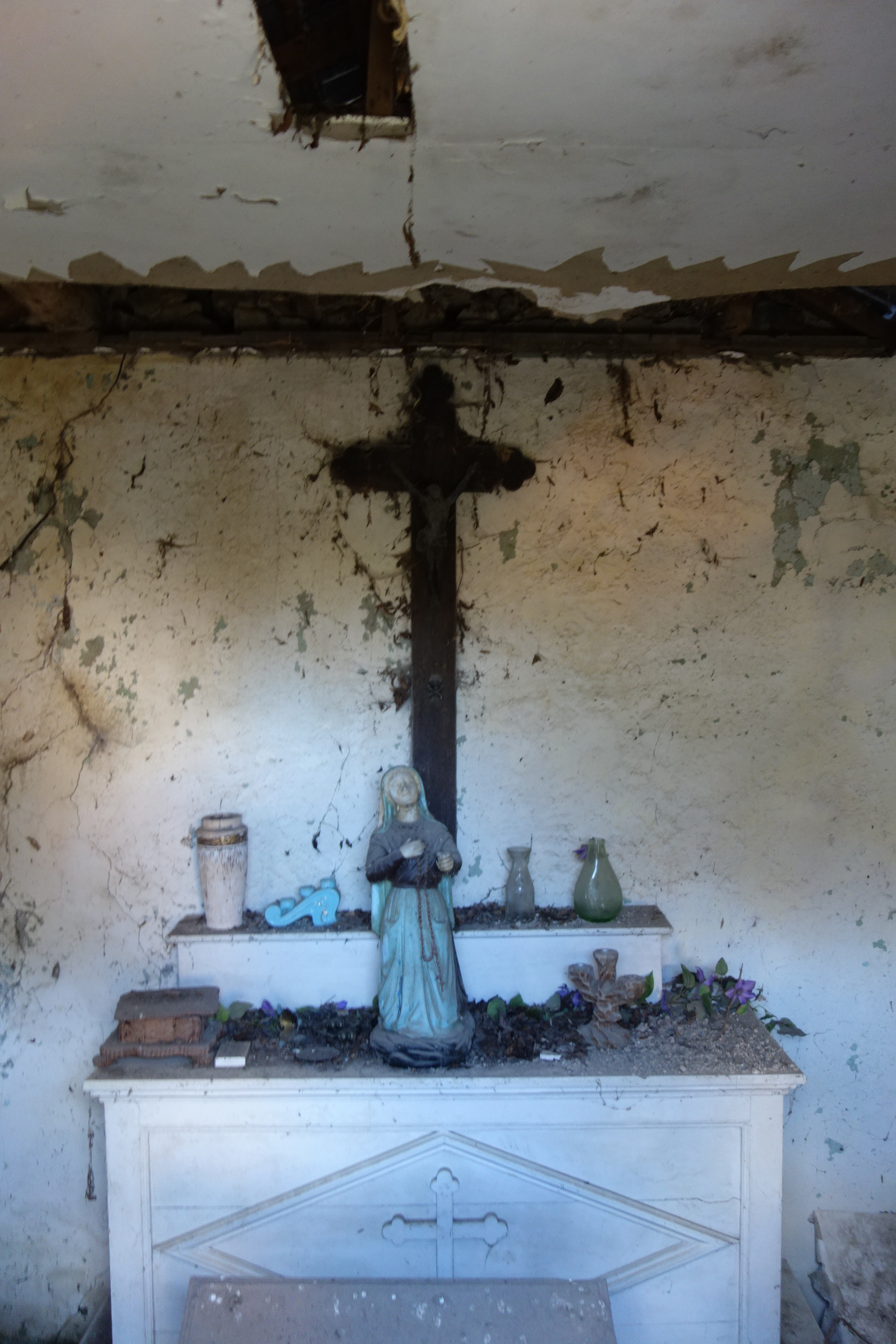
Interieur van de kapel